# Couvent des Cordeliers de Charlieu
 (août 2023).
Le couvent des Cordeliers de Charlieu est un ancien couvent de franciscains arrivés à Saint-Nizier-sous-Charlieu (département français de la Loire) en 1250, le couvent fut édifié à partir de 1280. De style gothique, il subsiste encore aujourd'hui le cloître du XIVe siècle, l'église, la bibliothèque, ainsi qu'une chapelle.

## Histoire
Construit entre 1370 et 1390, il est financé aux trois quarts par la famille seigneuriale de Châteaumorand, originaire de Saint-Martin-d'Estréaux. 

## Description

### Le cloître

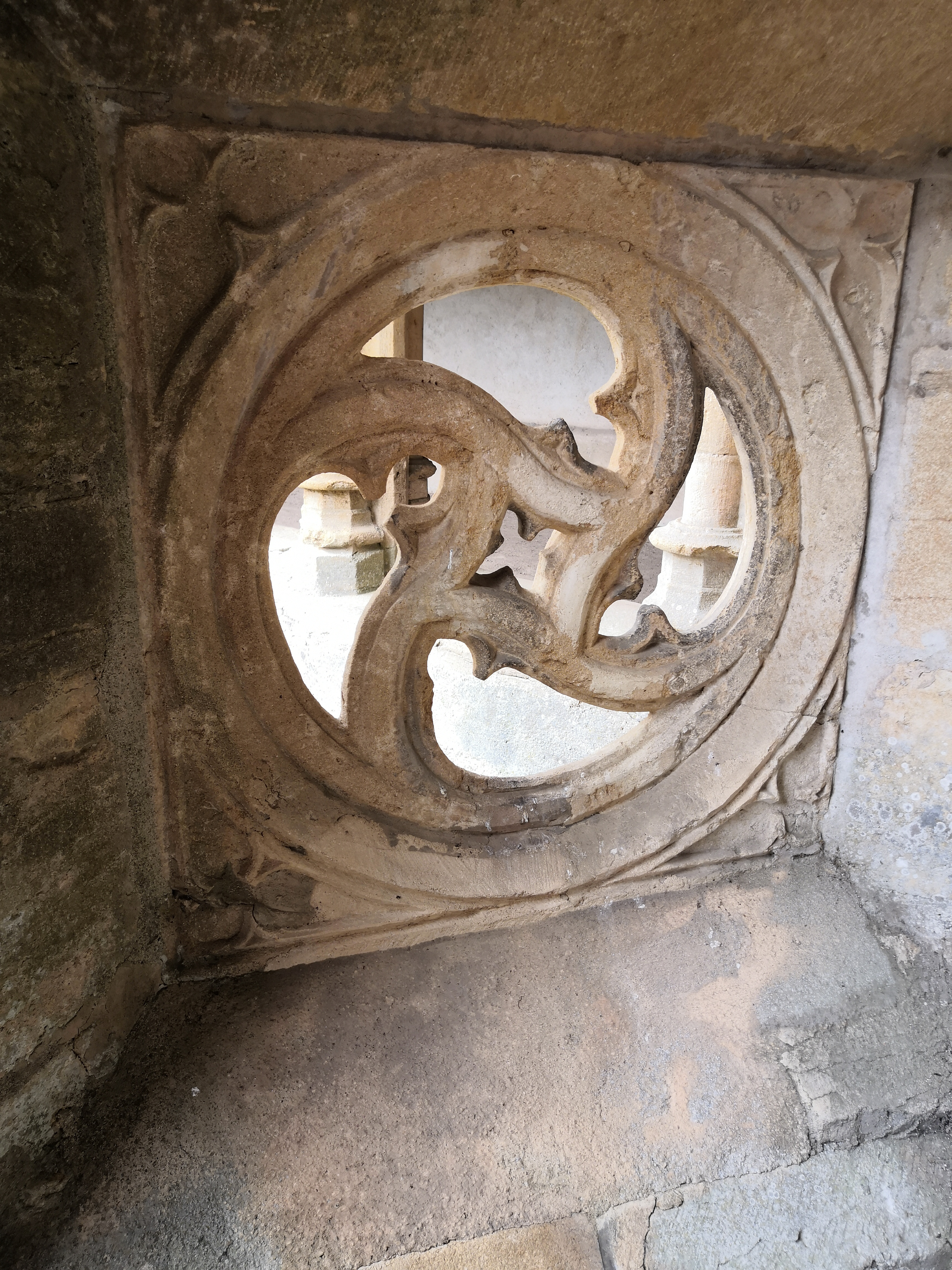
Rosace d'ornement d'un contrefort du cloitre.

Le cloître du couvent des Cordeliers comporte des arcs à l'intérieur des galeries et des contreforts à l'extérieur pour supporter ces arcs. Ces contreforts sont ornés de rosaces et se prolongeaient à l'extérieur par des gargouilles dont seule subsiste, celle qui se trouve à l'angle sud-ouest. 
Les frises en corniche et les chapiteaux comportent des motifs végétaux (chêne, chou, trèfle...).
Le cloître doit sa préservation d'abord à sa reconversion en potager au XIXe siècle puis à l'intervention de la Société des Amis des Arts de Charlieu, qui obtient le classement du site comme monument historique en 1910, alors que le cloître avait été acheté, par une Américaine pour orner un court de tennis en Californie et que deux galeries du cloître sont déjà démontées, en caisse, et chargées sur des wagons.
Les chapiteaux de la galerie nord sont ornés de représentations d'animaux ou de personnages (singe, serpent, perroquet, vieillard...).

### L'église et ses chapelles
Construite entre la fin du XIVe et le début du XVe siècle, l'église du couvent des Cordeliers est classée monument historique. Elle est construite le long de la galerie sud du cloitre et orientée est-ouest. Son austérité et sa taille reflètent l'esprit de simplicité des Franciscains.
L'église accueillait les frères et les laïcs dans deux espaces séparés autrefois par un jubé (disparu). La charpente du XVIIe siècle était autrefois masquée par un plafond en lambris. Il subsiste la partie en bois d'un escalier qui desservait le grenier depuis le cloître. 
L'église comporte deux chapelles latérales au sud.
Des peintures murales datant du XVe siècle ont été restaurées à partir de 1989. La peinture primitive du XIVe siècle présente un décor floral dans un appareillage imitant un mur de pierre, aux XVe et XVIe siècles sont ajoutés des motifs figuratifs : il subsiste une représentation de l'église du couvent avec son clocher et une Vierge à l'Enfant recevant d'un ange le Tau franciscain.